# Józef Nowacki (prawnik)
Józef Nowacki (ur. 1923, zm. 14 sierpnia 2005) – polski prawnik, profesor nauk prawnych, teoretyk prawa, profesor zwyczajny Uniwersytetu Śląskiego, w 1981 był dziekanem Wydziału Prawa i Administracji Uniwersytetu Śląskiego.

## Życiorys
W 1951 ukończył studia prawnicze na Wydziale Prawa Uniwersytetu Łódzkiego. W 1973 uzyskał tytuł naukowy profesora. W 1981 był dziekanem Wydziału Prawa i Administracji UŚ. Do 2005 pełnił funkcję kierownika Katedry Teorii i Filozofii Prawa na tym Wydziale.
Pod jego kierunkiem w 2001 stopień naukowy doktora uzyskał Sławomir Tkacz.

## Odznaczenia
- Krzyż Oficerski Orderu Odrodzenia Polski
- Krzyż Kawalerski Orderu Odrodzenia Polski
- Złoty Krzyż Zasługi
- Medal Komisji Edukacji Narodowej[4]

## Wybrane publikacje
- Analogia legis, Warszawa: Państwowe Wydawnictwo Naukowe, 1966.
- Analogia legis. Zagadnienia teoretyczno-prawne, Łódź 1964.
- Domniemania prawne, Katowice: UŚ, 1976 (Katow : UŚ).
- Dwa studia o rozumieniach praworządności, Katowice: UŚ, 1980.
- Niektóre zagadnienia zasad współżycia społecznego (1956)
- Prawo publiczne, prawo prywatne, Katowice: UŚ, 1992.
- Praworządność. Wybrane problemy teoretyczne, Warszawa: Państwowe Wydaw. Naukowe, 1977.
- Przepis prawny a norma prawna, Katowice: UŚ, 1988.
- Studia z teorii prawa, Kraków: "Zakamycze", 2003.
- Wstęp do prawoznawstwa, Warszawa: Wolters Kluwer Polska, 2012[5].

## Miejsce spoczynku
19 sierpnia 2005 został pochowany na Centralnym Cmentarzu Komunalnym w Katowicach.